# Carl-Zeiss-Oberschule
Die Carl-Zeiss-Oberschule (kurz: CZO; auch: Carl-Zeiss-Schule) ist eine Integrierte Sekundarschule mit gymnasialer Oberstufe. Sie befindet sich im Stadtteil Lichtenrade im Bezirk Tempelhof-Schöneberg von Berlin.
Sie ist eine UNESCO-Projektschule und gilt als Modellschule für „Pädagogische Schulentwicklung“. Als Schwerpunkte in der UNESCO-Arbeit setzt sich die Schule für die Bereiche Menschenrechte, Frieden und Welterbeerziehung ein.
Über das Erasmus+-/Comenius-Projekt ist sie in viele internationale Tätigkeiten eingebunden und führt in diesem Rahmen viele Projekte und Exkursionen durch. Zentrale Bestandteile des Schulprofils sind Globales Lernen und Nachhaltigkeit.

## Neubau
Im Herbst 2006 wurde die gesamte Schule (sowohl Mittelstufe, als auch Oberstufe) in einem neuen dreigeschossigen (ursprünglich waren vier Geschosse geplant) Gebäude untergebracht, das für die mehr als 1000 Schüler ausreichend Platz bietet. Das neue rund 16,5 Millionen Euro teure Schulgebäude löst die eingeschossigen Ersatzbauten ab, in denen seit über 15 Jahren unterrichtet wurde. Für den Entwurf wurde ein Wettbewerb ausgeschrieben, den das Architekturbüro KSP Engel und Zimmermann gewonnen hatte. Bauleitung lag bei der Gustav Epple Bauunternehmung GmbH. Jene Ersatzbauten wurden von vornherein innerhalb von drei Monaten als Übergangslösung errichtet, als man das ursprüngliche Schulgebäude 1988 aufgrund von Asbestbelastung abriss. Die nach dem Umzug leerstehenden Gebäude der Oberstufe werden zukünftig von der sich in der Nähe befindlichen Georg-Büchner-Oberschule genutzt.
Die anderen Ersatzbauten wurden bis auf eines abgerissen, auf dem Platz sollen wieder die sich ursprünglich dort befindlichen Sportanlagen sowie der Schulgarten aufgebaut werden. Die Räume der stehengebliebenen Baracke wurden 2007 teilweise für den Unterricht der Schüler der Georg-Büchner-Oberschule genutzt. Dies ist jedoch seit Ende April nicht mehr möglich, da Ende April nachts ein Brandanschlag auf den ehemaligen Konferenzraum des Gebäudes verübt wurde.

## Projekte
- Ariadne-Projekt
- SWINGIN’ CZO
- Europäische Projektarbeit im Rahmen von Erasmus+ (früher Comenius-Programm)[3]

## Arbeitsgemeinschaften (Auswahl)
- Yoga
- Tischtennis
- Bogensport
- Dart
- Fußball
- Step-Aerobic
- Handball
- Beachvolleyball/Volleyball
- Lese-Rechtschreib-Förderung
- Spanisch-Förderung
- Hausaufgaben
- Englisch
- Aufholkurs-Deutsch
- Förderunterricht-Deutsch
- Leseförderung
- Mathematik
- Experimentieren
- Schulgarten
- Mikroskopieren
- Urteilsbildung im Geschichtsunterricht
- Backen
- Kochen
- Holz-Werkstatt
- Perlenfiguren
- Mandala selbst zeichnen
- Plastikfrei
- Theater
- Kreatives Gestalten
- Handlettering
- Malen und zeichnen
- Zeichentechniken
- Töpfern
- Think Tank
- Nachhaltigkeit im Schulleben
- Schülerzeitung
- Film-AG
- Kreatives-Schreiben
- Einfach ausprobieren -Libre Office-
- Rock/Pop Band
- Klavier
- Discover Musik
- Auf der Suche nach dem Glück
- Mädchentreff
- Jugendtreff
- Anti-Stress
- Fahrradwerkstatt

## Bedeutende Lehrer
- Karlheinz Lipp (* 1957), Historiker